# Olivier Pougin de La Maisonneuve
Pour les articles homonymes, voir Maisonneuve.
Olivier Pougin de La Maisonneuve est un militaire français né en 1957 à Paris.

## Biographie
Après l'École spéciale militaire de Saint-Cyr (promotion "Général Rollet" 1978-1980), il rejoint en 1981 le 503e régiment de chars de combat"  à Mourmelon où il sert pendant deux ans comme lieutenant et chef de peloton de chars.
Détaché auprès du ministère de la Jeunesse et des Sports - École nationale d'équitation - à Saumur en 1983, il est écuyer du Cadre noir.
Il est affecté en 1987 au 6e régiment de cuirassiers (régiment blindé) d'Olivet, avant de revenir en 1991 à l'École nationale d'équitation de Saumur.
Il rejoint ensuite le 1er régiment de cuirassiers à Saint-Wendel (Allemagne), où il occupe successivement les fonctions de commandant en second de 1996 à 1998 et de commandant de
1998 à 1999 lorsque les Forces françaises stationnées en Allemagne sont dissoutes.  En 1997, il exécute une mission opérationnelle en Bosnie-Herzégovine.
De 1999 à 2002, il participe à la montée en puissance de l'état-major de forces n° 4 (Limoges) où il sert comme chef du bureau opérations.
De 2002 à 2004, il commande le 6/12ème régiment de cuirassiers avec lequel il est envoyé en opération en Côte d'Ivoire (Opération Licorne).
De 2004 à 2006, il travaille à l'Inspection de l'armée de terre comme expert états-majors, renseignement et forces spéciales, puis de 2006 à 2009 au service des ressources humaines de l'armée de terre au ministère de la Défense comme chef du bureau mêlée (Infanterie, cavalerie blindée, sports)
Le 1er août 2009, il rejoint l'Eurocorps avant de devenir le 7 juillet 2011 chef d'état-major de la Force intérimaire des Nations unies au Liban.
Il est de 2012 à 2015, représentant militaire national auprès du commandant suprême des forces alliées en Europe.

## Distinctions et décorations
- Officier de la Légion d'honneur (2012)
- Commandeur de l'ordre national du Mérite (2014)
- Croix de la Valeur militaire
- Commandeur de l'ordre de la Couronne
- Officier de l'ordre national de Côte d'Ivoire
- Chevalier de l'ordre national du Cèdre

Le général de La Maisonneuve est officier dans l'Ordre de la Légion d'honneur, commandeur de l'Ordre national du Mérite, croix de la valeur militaire, commandeur de l'ordre de la couronne (Belgique), officier de l'ordre national ivoirien (Côte d'Ivoire), chevalier de l'ordre du Cèdre (Liban), et titulaire d'autres décorations françaises et étrangères.